# Hiskias tunnel

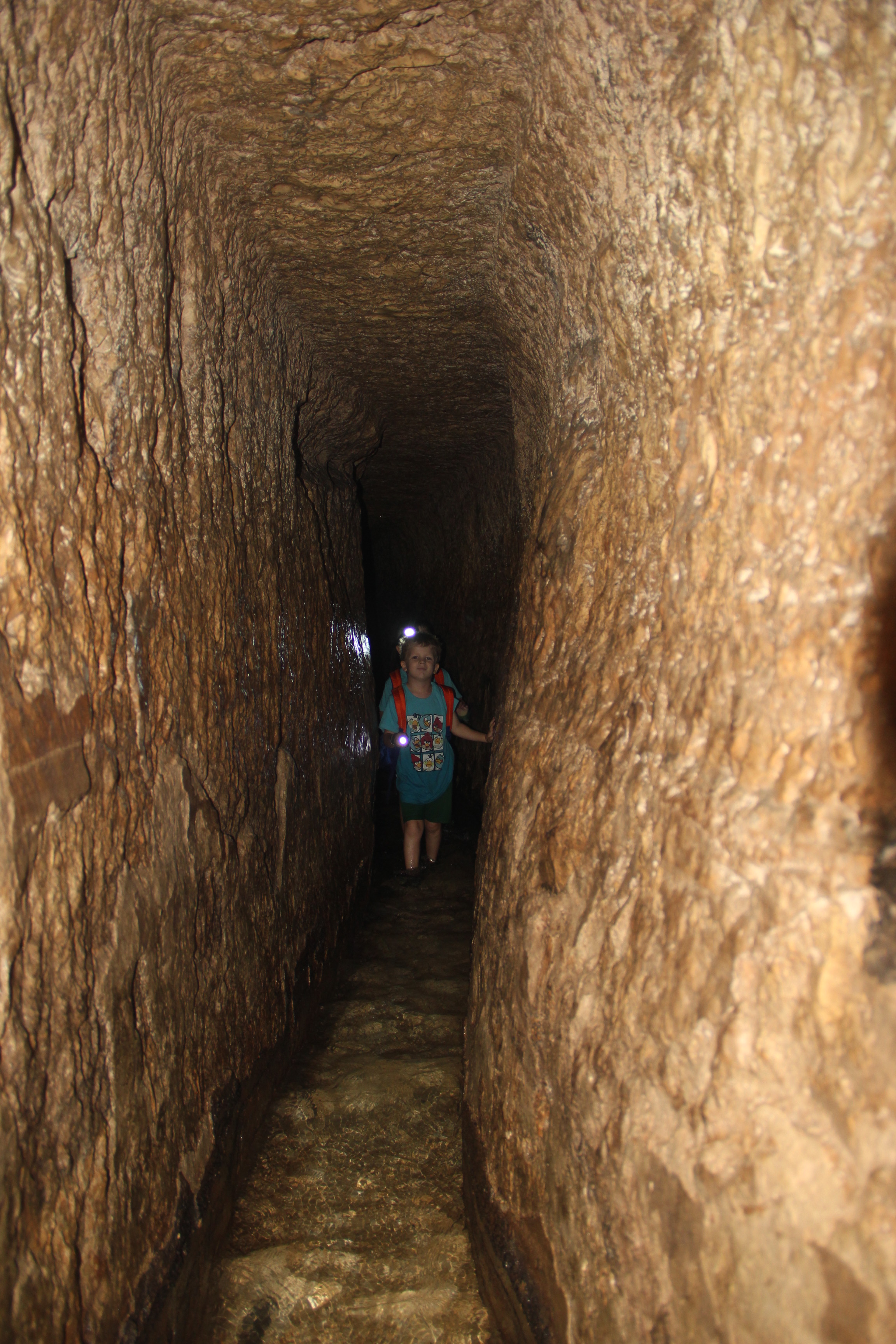
Tunneln invändigt.

Hiskias tunnel eller Siloakanalen är en forntida vattentunnel i Jerusalem som är uthuggen i berg. Tunneln är drygt 530 meter lång och binder samman Gihonkällan med Siloadammen.
Tunneln byggdes av kung Hiskia när Israel angreps av assyrierna på 700-talet f.Kr. Avsikten med tunneln var att trygga Jerusalems vattenförsörjning och samtidigt blockera vattentillgången utanför och därmed försvåra en belägring. I Bibeln omnämns tunneln på två ställen: Andra Konungaboken 20:20 och Andra Krönikeboken 32:30. Tunneln är idag en känd turistattraktion och det är möjligt att gå igenom tunneln i hela dess längd.